# Castelos japoneses

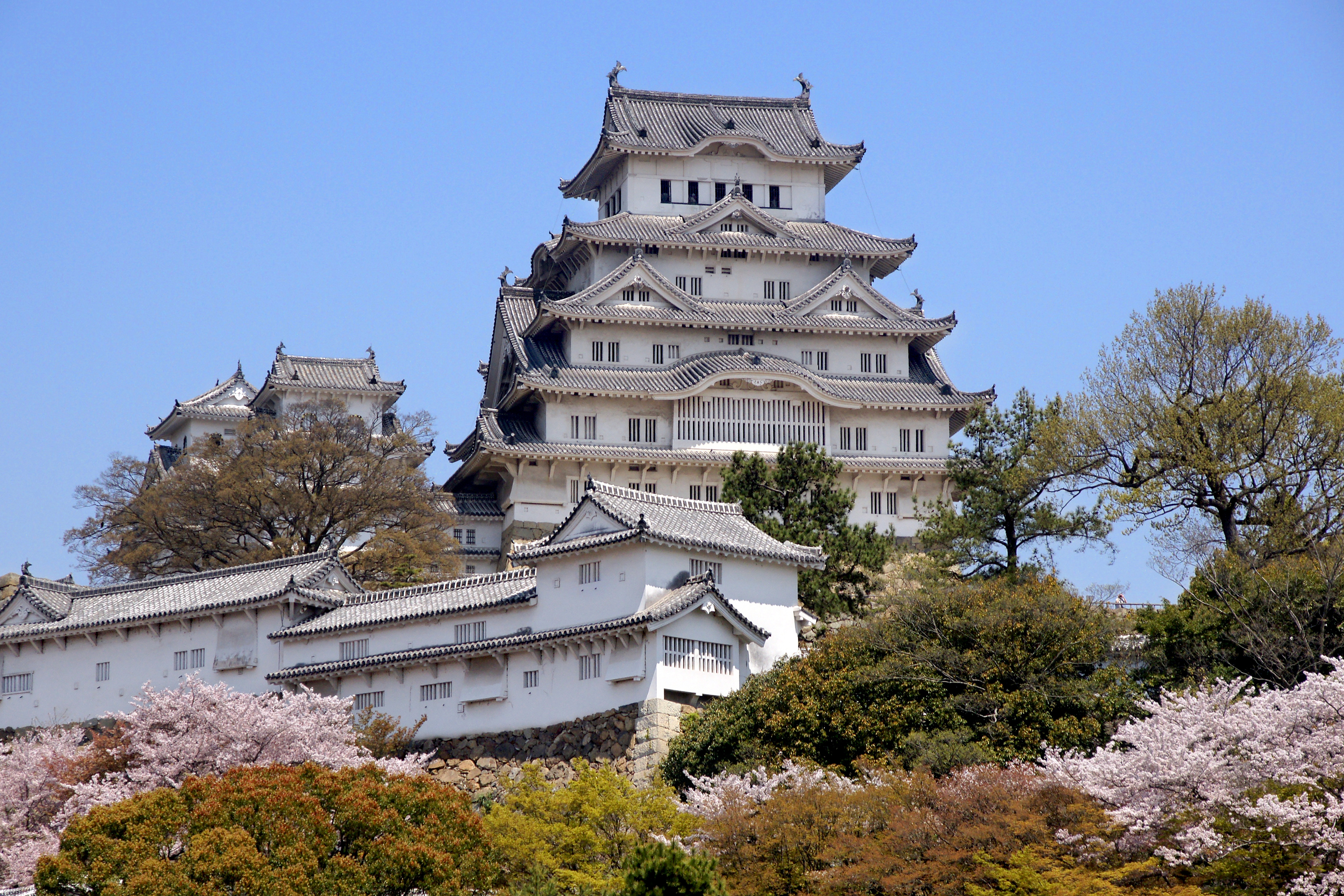
O Castelo Himeji em Hyogo é um dos castelos mais importantes do Japão e Patrimônio da Humanidade.

Os castelos japoneses (城 shiro?) eram fortificações construídas principalmente com pedras e madeira. Estes evoluiram a partir das edificações de madeira de séculos anteriores até às formas mais conhecidas que surgiram no fim do século XVI e início do século XVII, seguindo o exemplo do Castelo Azuchi, construído por Oda Nobunaga e o primeiro do seu tipo que utilizou a pedra na base do castelo, tornando-o mais resistente. Da mesma forma que os castelos de outras partes do mundo, os castelos japoneses eram construídos para vigiar locais estratégicos ou importantes como portos, rios, estradas, e quase sempre levavam em conta as características do lugar para sua maior defesa.
Os castelos japoneses passaram por várias fases de destruição. Durante o Xogunato Tokugawa foi decretado uma lei para limitar o número de castelos que cada daimyo ou senhor feudal podia possuir, limitado, a um por feudo, pelo que vários foram destruídos. Depois da derrocada do sistema xogunal e da volta ao poder do Imperador do Japão durante a Restauração Meiji, novamente muitos castelos foram destruídos e alguns outros desmantelados, no intuito de romper com o passado e modernizar o país. Durante a Segunda Guerra Mundial, muitos castelos foram destruídos pelos bombardeios nas regiões da costa do Oceano Pacífico, e somente alguns deles localizados em áreas remotas, como o Castelo Matsue e o Castelo Matsumoto, permaneceram intactos.
Após a Segunda Guerra Mundial muitos castelos foram sido reconstruídos com materiais modernos, como concreto, embora em alguns tenham sido utilizados os materiais originais e seguindo a mesma técnica que em sua época de esplendor. Atualmente só 12 mantiveram sua estrutura original conservada, destacando-se o Castelo Himeji, localizado em Hyogo. Dos castelos existentes, sejam originais, reconstruídos ou em ruínas, muitos têm recebido o estatuto de Patrimônio da Humanidade pela UNESCO, enquanto que outros tem sido designados Tesouros Nacionais.
Atualmente muitos castelos estão se transformando em museus e alojam objetos de importância da região, contando a história das cidades onde se encontram.

## Etimologia
Em japonês, o kanji utilizado para se referir à palavra castelo é 城, que lê-se como shiro de acordo com a pronúncia Kun'yomi, isto é, quando o kanji não está acompanhado por outro, ou jō segundo a On'yomi, ou quando forma parte de uma palavra. Um exemplo é Kumamoto-jō (熊本城?) ou Castelo Kumamoto.
Em português, para se referir a um castelo pode-se omitir a terminação jō, mencionando-se somente o seu nome. Outro aspecto importante a considerar é que geralmente os castelos estão nomeados de acordo com a cidade, região ou prefeitura onde se encontram. Por exemplo, o Castelo Gifu se encontra na cidade de Gifu, assim como o Castelo Komoro, o Castelo Hiroshima, entre outros.

## História

### Primeiras fortificações

#### Período Yayoi
As primeiras fortificações em Japão datam do período Yayoi (300 a.C. - 300 d.C.), período que se caracteriza pela expansão do cultivo de arroz assim como a introdução de metais (primeiramente ferro e depois bronze) no arquipélago por parte de imigrantes provenientes da Ásia continental. As comunidades da cultura Yayoi começaram a crescer e deslocar aos nativos, razão pela qual construíram fortificações para proteger seus interesses e assentamentos. As primeiras fortificações foram construídas em pontos elevados do terreno com a finalidade de servir como postos de vigilância em caso de ataques.
Ademais de evidências arqueológicas, antigos registos da China referentes ao Japão, antigamente conhecido neste país como Wa, mencionam a construção de fortificações neste período. O registo mais antigo sobre este tema se encontra no Wei Zhi, o qual documenta a história da dinastia Wei (220-265 d.C.). Outro importante registo é no Hao Hanshu, elaboradas em torno de 445 d. C.
Durante os estudos realizados em antigos assentamentos desse período, como os encontrados em Otsuka, região de Yokohama e Yoshinogari, em Kyushu, foi-se descoberto, ademais, que alguns assentamentos estavam protegidos por diques, incluindo-se aqueles localizados em locais elevados.

#### Período Yamato

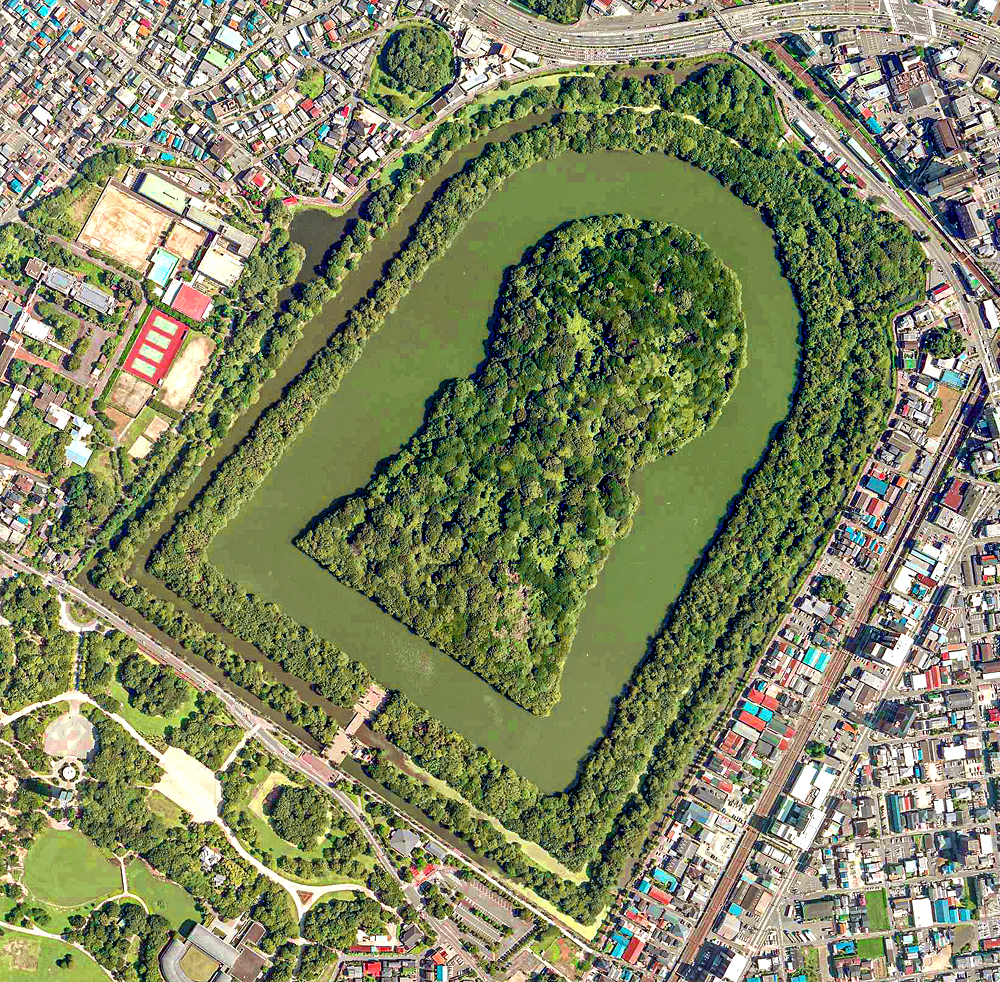
O Daisenryō-Kofun, em Osaka, é a maior tumba deste tipo e sua construção data do século V d. C.

O desenvolvimento da cultura Yayoi culminou com o estabelecimento de um Estado unificado conhecido atualmente como Yamato, estabelecido por uma linhagem dominante que posteriormente se tornaria na casa imperial. O domínio sobre seus opositores da corte de Yamato, que se desenvolveu na região que hoje corresponde à Prefeitura de Nara, resultou na ausência de fortificações a partir do ano 300, desenvolvendo em seu lugar a construção de Kofun; túmulos funerários de grandes dimensões.
A atenção às fortificações ressurgiu por volta de 664, depois de que uma força expedicionária partira do Japão, na intenção de ajudar os seus aliados de Baekje na luta contra a aliança formada pelo reino de Silla e a dinastia Tang. Depois de uma derrota em 663, onde morreram cerca de 10.000 soldados, os habitantes do Japão começaram a temer uma possível invasão ao país por parte da China ou Coreia, o que fez o Imperador Tenchi, segundo o Nihonshoki, decretar que fossem erguidas as defesas necessárias nas ilhas de Tsushima e IKi, assim como nas terras de Tsukushi, para proteger o país em caso de uma invasão. Dentre as edificaçõoes construídas para esse propósito se destaca o Mizuki (水城? «castelo de água»), uma grande construção de 40 metros de largura por 15 de altura com fossos, cuja finalidade era a defesa de casernas localizadas em Dazaifu.

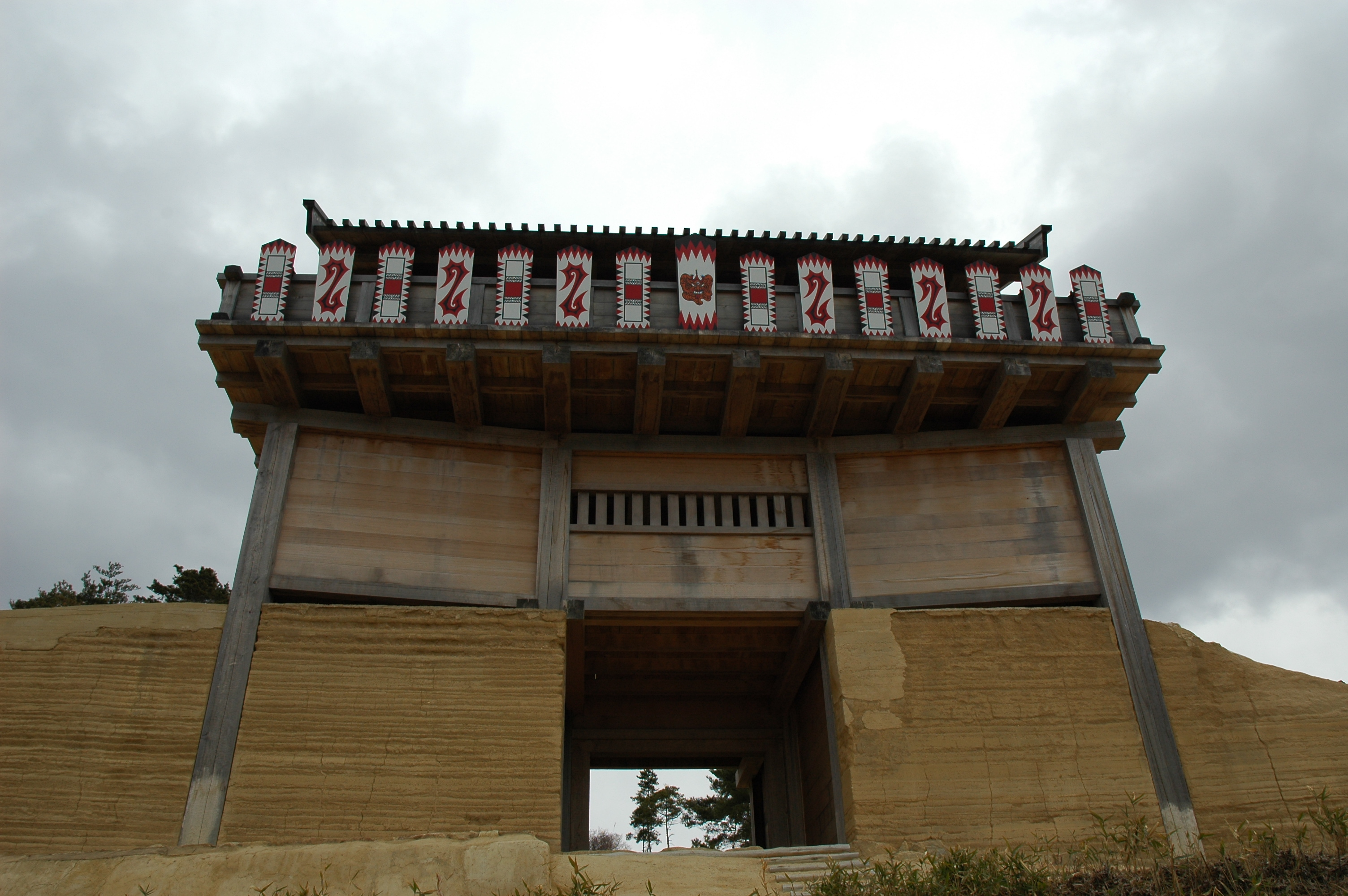
A reconstrução da porta Oeste do Castelo Ki, uma fortificação do século VII baseada na arquitetura coreana.

Depois da construção desta fortificação, conservada em sua maior parte até os dias de hoje, se iniciou a construção de fortificações que identificam mais com a atual conceito de castelo, primeiro ao longo da costa de Kiushu e depois território adentro até o centro de controle de Yamato, até o que hoje corresponde a Nara. O estilo de tais fortificações é claramente coreano, devido ao fato de que foram refugiados de Baekje quem se encarregaram pela construção deles. Um exemplo é a construção do Castelo Ki, realizada sob o comando de Ongye Pongnyu, que escapou junto com os sobreviventes da derrota de 663 e que como sinal de gratidão colaborou na construção de castelos no Japão baseados no estilo dos sanseong ou castelos coreanos.
As fortificações desse período foram mantidas e restauradas durante aproximadamente quatro décadas, até que a situação se normalizou na Ásia devido à retirada da dinastia Tang da Coreia, península governada por Silla, o que eliminou a possibilidade de uma invasão ao Japão. A partir deste momento, a corte Yamato voltou suas atenções para o noroeste do país, nas tribos que resistiam ao poder central e foram denominadas de emishi. As intenções de subjugar os emishi começaram por volta da segunda metade do século VII, e com as campanhas militares, foi responsável pela construção de inúmeras fortificações de madeira no norte do país. Na província de Echigo foram construídas fortificações em 647 e 648, prática que continuaria por dois séculos depois nas províncias de Mutsu e Dewa conforme a fronteira de Yamata ia avançando. Durante esse período as fortificações na terra serviram para fins militares, sendo que eram verdadeiros centros da administração imperial. Em 774, uma vez que haviam sido construídas fortificações de grandes tamanho e importância estratégica, começou uma campanha em grande escala de «pacificação» da zona que duraria quarenta anos, com expedições importantes em 776, 788, 794, 801 e 811, depois das quais foi declarada finalizada com êxito a missão de pacificação.

### Período Heian
No ano 710 foi estabelecida a primeira capital permanente do Japão, em Nara, tranferida posteriormente para Quioto em 794, o que marcou o início do período Heian, o qual se caracterizava por uma série de guerras e revoltas que culminaram com as Guerras Genpei de 1180-1185.
Durante este período foram construídos atalaias e paliçadas perante a iminência temporária ante a iminência de algum conflito, sobre toda região da capital. Um exemplo destas paliçadas, foi a de Fortaleza Kuriyagawa, um complexo defensivo de grandes proporções que foi sitiado no ano de 1062 durante a Guerra Zenkunen ou «Guerra dos nove anos».
Em 1192 Minamoto no Yoritomo foi nomeado o primeiro xogun hereditário, depois de que o clã Minamoto vencera aos Taira durante as Guerras Genpei, sendo uma das vitórias mais importantes para Yoritomo a de Ichi-no-Tani, uma importante fortaleza costeira dominada pelos Taira na província de Harima, a oeste da atual Kobe.

### Período Kamakura

Um samurai é atacado por diversos arqueiros e explosivos lançados por catapultas durante as invasões mongóis do Japão.

A vitória de Yoritomo levou ao estabelecimento do primeiro xogunato ou ditadura militar no Japão, e ademais significou que a capital fora movida na direção de Kamakura, de onde se origina o nome do período. Kamakura foi, então, fortificada, uma prática incomum na história do país.
O uso da pedra em fortificações e castelos foi praticamente nulo, só foi empregada em raras ocasiões depois das invasões mongóis do Japão. Kublai Khan, governante Yuan da China, lançou um primeiro intento de invasão no ano de 1274, apesar que a afronta foi breve, e praticamente o mesmo dia que desembarcaram no Japão retornaram à China. Esta experiência levou os japoneses a construir muralhas de pedra no entorno da baía de Hataka, lugar onde haviam desembarcado as forças invasoras. Quando os mongóis reapareceram em 1281 os muros construídos serviram como base para os arqueiros defensores.
Durante as guerras Nanbokucho do século XIV foram construídos, predominantemente de madeira e em cima das montanhas, aproveitando-se a orologia do lugar para melhorar suas defesas. Dos castelos em destaque do período são o Castelo Akasaka e o Castelo Chihaya, ambos defendidos pelo samurai Kusunoki Masashige.

### Período Sengoku

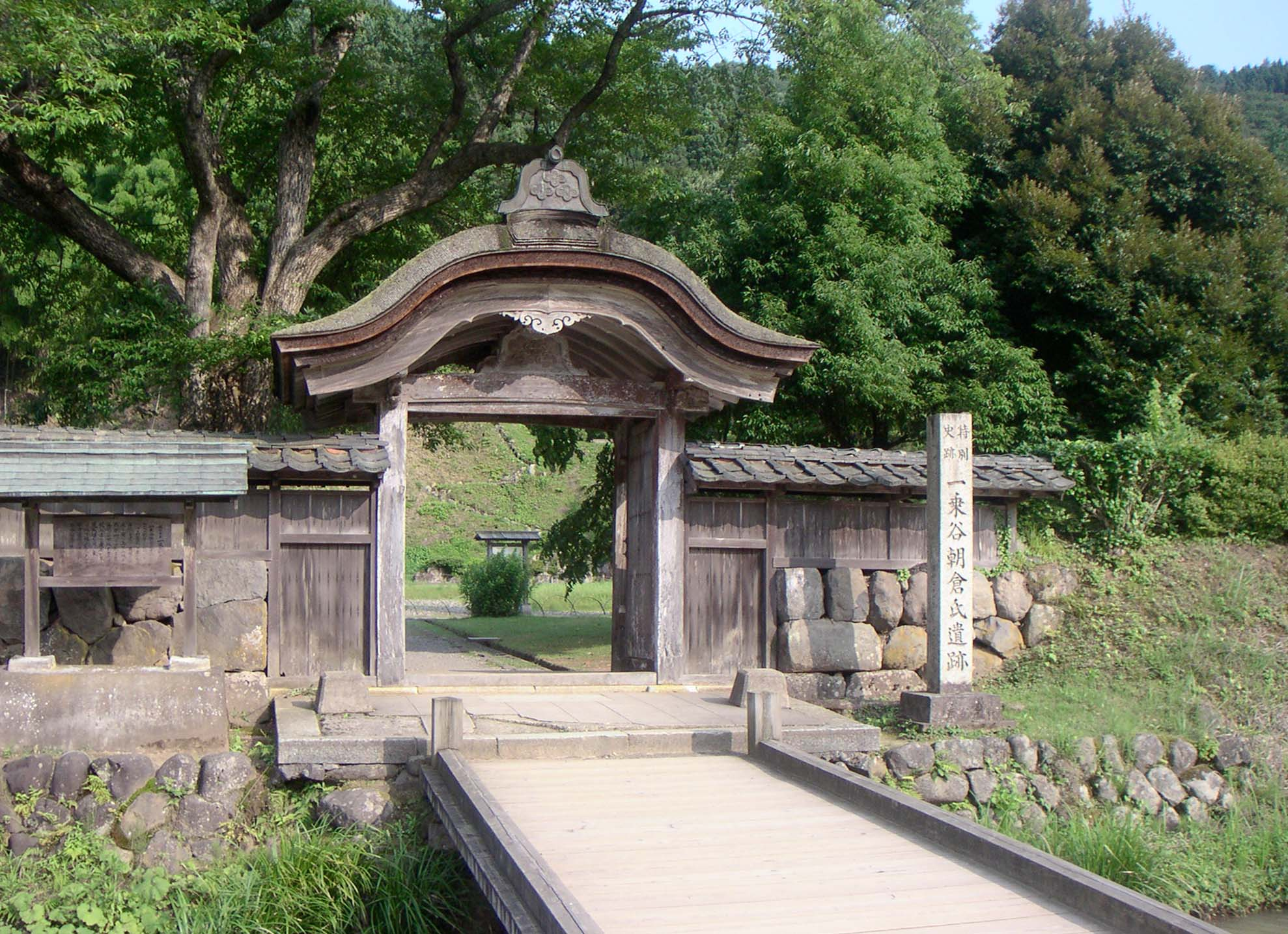
Ruínas do yashiki de Ichijodani, que pertencia ao clan Asakura.

A Guerra Onin que eclodiu em 1467, marcou o começo do chamado período Sengoku; uma era de cerca de 150 anos de guerras contínuas entre os daimyo (senhores feudais) ao longo de todo o arquipélago. Pela duração da Guerra Onin (1467-1477), toda a cidade de Kioto se transformou num campo de batalha e sofreu imensos danos. As mansões dos nobres começaram a fortificar-se durante 10 anos; além disso se realizaram esforços para isolar toda a cidade dos exércitos samurai merodeadores que dominariam a paisagem por quase um século.
O país mergulhou na guerra e rapidamente começaram a ser construídas fortificações adicionais para tomar vantagem ou dominar lugares importantes, geralmente no alto das montanhas, conhecidas, por isso, como yamashiro («Castelos de montanhas»). Junto com os yamashiro surgiram então mansões fortificadas conhecidas como yashiki (屋敷?), as quais iam desde simples edificações até complexos altamente desenvolvidos, em volta dos quais se construíam atalaias, muralhas e portas. Ambas estruturas tornaram-se então importantes centros políticos e militares, surgindo ao redor deles os chamados jokamachi (城下町?lit. «pessoas no castelo»).
O que atualmente considera-se estereótipos «clássicos» dos castelos japoneses surgiram nesta época.

### Período Azuchi-Momoyama

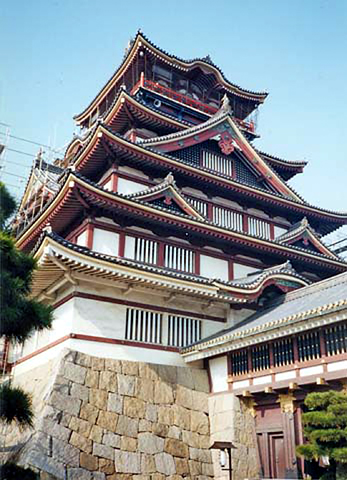
O Castelo Fushimi-Momoyama, um dos que deram o nome a este período.

A fraqueza dos castelos do período anterior, eram suas bases, geralmente «ladeiras esculpidas» que obrigavam os responsáveis pelos castelos a realizar importantes obras de manutenção por pelo menos cada cinco anos, além de não suportar construções de mais de três andares de altura. A solução encontrada consistiu em dispor amplas bases de pedra que caracterizam o típico castelo japonês. Esta solução também lhes rendeu um suporte extremamente rígido frente aos terremotos constantes que atingem o Japão. O sistema de base de pedra não foi disseminado rapidamente pelo país por motivos financeiros e porque geralmente os daimyo não utilizavam somente um castelo, mas habitualmente contavam com toda uma rede de castelos satélites. Neste caso, o castelo principal era chamado honjo, enquanto que os castelos secundários de apoio eram chamados shijo. Os shijo, eram normalmente administrados de modo independente do castelo principal, com o objetivo de administrar os territórios do feudo, estas tarefas nos castelos secundários eram encarregadas a membros da família governante ou a vassalos de muita confiança, leais ao clan. Os shijo, além disso, podiam ser réplicas em miniatura dos castelos principais, com a mesma base de pedra e atalaias de madeira. Finalmente, os shijo podiam estar apoiados por paliçadas fortificadas a semelhança dos antigos yamashiro do período sengoku.
Os primeiros em desenvolver o uso da base de pedra na construção das torres de menagem ou tenshu kaku foram os arquitetos de Anō, na província de Omi. Ditos arquitetos tiveram experiência na construção de bases de pedra de pagodes e santuários, e depois de testar na construção de atalaias, o primeiro registro que se tem deles é do ano 1577, sobre a construção do tenshu do Castelo Tamon, do daimyo Matsunaga Hisahide, apesar disso, infelizmente nada resta desse período hoje. Outro dos primeiros tenshu que utilizaram base de pedra foi o do Castelo Maruoka, construído em 1576 e que permaneceu praticamente intacto até 1948, quando teve que ser nivelado, por causa de um terremoto, utilizando materiais originais. O tenshu original mais antigo é provavelmente o do Castelo Matsumoto, cuja construção foi datada de 1597.
Durante esta época, também se construíram diversos castelos tanto para fins defensivos como para refletir a riqueza de cada senhor feudal, buscando impressionar aos daimyos inimigos. Exemplos deste tipo de castelos são o Castelo Azuchi, construído por Oda Nobunaga e destruído em 1582, após a sua morte durante o Incidente de Honno-ji, e o Castelo Fushimi-Momoyama, construído por Toyotomi Hideyoshi. Ambas fortificações cedem seu nome como referência deste período da história do Japão.

#### Castelos japoneses na Coreia

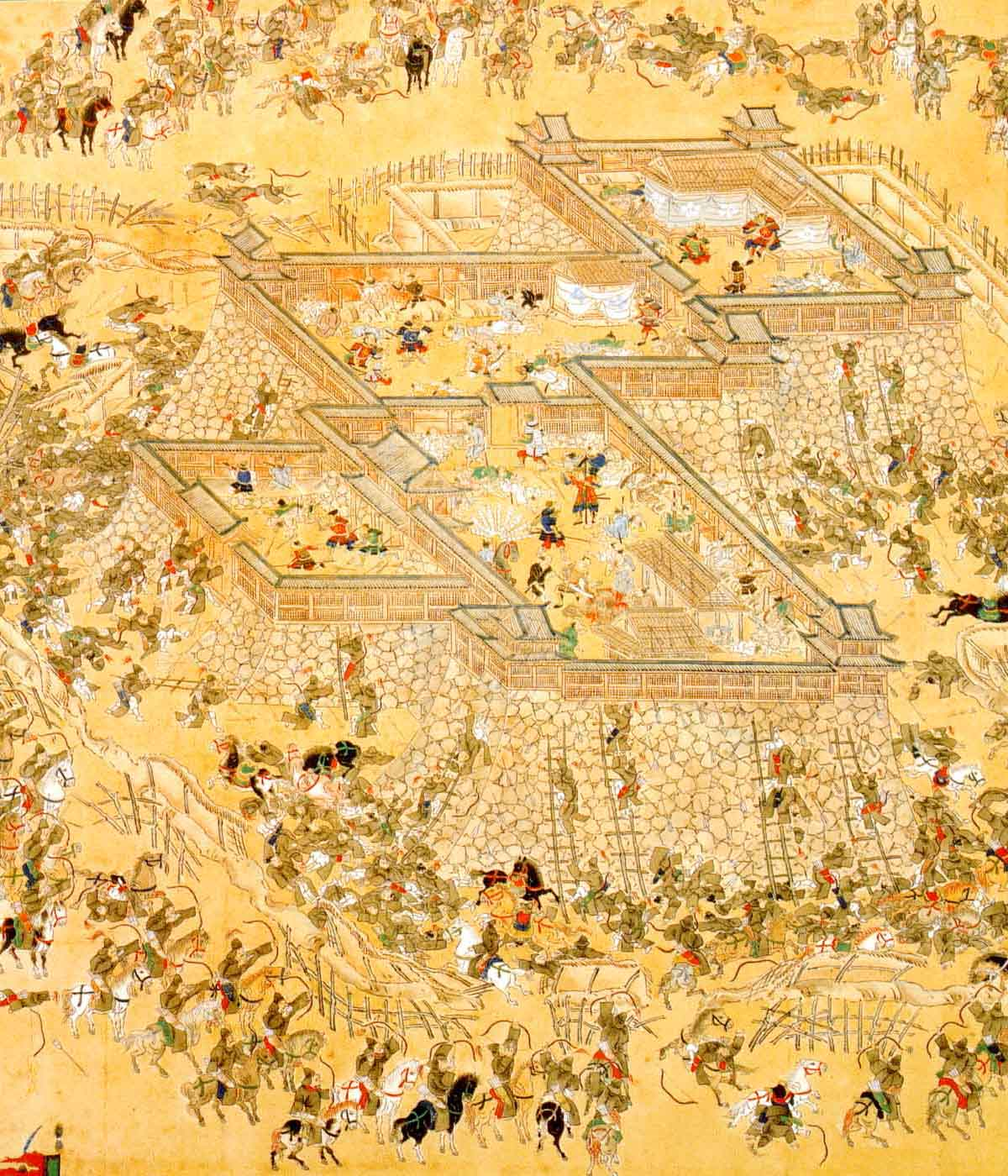
Soldados chineses e coreanos atacam a fortaleza de Ulsan, um wajo ou castelo japonês.

Durante seu governo, Toyotomi Hideyoshi ordenou a invasão da Coreia, o que levou a um conflito de seis anos de duração, conhecido como Guerra Imjin. Durante a guerra, muitos castelos japoneses (chamados Wajo 倭城 em japonês e Waeseong em coreano) foram construídos ao longo das costas do sul da Coreia com o objetivo de defender suas comunicações. Devido ao fato de que os castelos coreanos foram tomados com extrema facilidade ante o avanço japonês, os invasores decidiram criar seus próprios castelos, elaborados geralmente cavando nas colinas e revestindo os espaços com grandes pedras para formar as fortalezas. Por sua construção, os castelos tiveram uma vida muito curta, por isso atualmente sobreviveram somente algumas bases ao longo da península coreana.

### Período Edo e Restauração Meiji

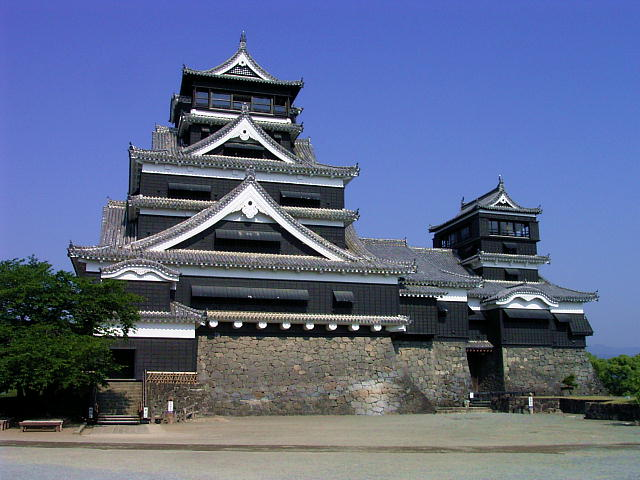
O Castelo Kumamoto foi cercado durante a Rebelião Satsuma.

Após a morte de Toyotomi Hideyoshi, o país se dividiu em dois grandes bandos que se enfrentaram no ano de 1600: por um lado se encontravam os leais ao clan Toyotomi, liderados por Ishida Mitsunari, e no outro os seguidores de Tokugawa Ieyasu. A batalha, conhecida como batalha de Sekigahara, marcou o início da hegemonia do clan Tokugawa, o qual governou até 1868. O governo do clan Tokugawa é conhecido como xogunato Tokugawa ou período Edo, e começou em 1603, quando Ieyasu foi nomeado oficialmente xogun. Em 1615 o xogunato Tokugawa estabeleceu um sistema de regulamentação para os castelos que cada daimyo podia possuir. Devido a esta política, conhecida como ikkoku ichijo (一国一城?lit. «uma província, um castelo»), muitos castelos foram destruídos ou desmantelados, e os restantes tornaram-se sedes das administrações locais.
O período Edo caracterizou-se por ser um longo período de paz, interrompido somente por alguns conflitos internos, o que fez os castelos japoneses tornar-se cidades castelo, em volta dos quais floresceu a economia local, e posteriormente transformaram-se nas atuais cidades do país.
Durante meados do século XIX, o poder do xogun sofreu uma significativa decadência e surgiram numerosos movimentos pró-imperialistas no país, transformando muitos castelos novamente em bases militares e destruindo outros por incêndio durante as revoltas. Quando o Imperador retomou seu papel protagonista nos assuntos políticos do país, os castelos forma considerados como possíveis bases para rebeliões (como a ocorrida durante a Rebelião Satsuma e o conseguinte certo ao Castelo Kumamoto), assim como símbolos de um sistema antiquado e desacreditado, por que em 1873 promulgou-se a Lei para a abolição de castelos, mediante a qual ordenou-se a destruição de muitos deles, permitindo-se unicamente conservar as torres de alguns outros. Em 1875, dos 170 castelos que haviam sido construídos no período Edo, dois terços foram destruídos.

### Na atualidade
Desde 1931 começou-se a reconstrução de antigos castelos, sendo o primeiro o de Osaka, seguido do Castelo Gujō Hachiman em 1933 e o Iga Ueno em 1935.
Outra etapa de destruição dos castelos teve lugar durante a Segunda Guerra Mundial, na qual muitos foram destruídos pelos bombardeios das regiões da costa do Pacífico. Somente alguns castelos localizados em áreas remotas, como o Castelo Matsue ou o Castelo Matsumoto permaneceram intactos. Depois do conflito ressurgiu a intenção de reconstruir os antigos castelos e desde então uma grande quantidade deles foi erigida, sendo destinados em sua maioria a abrigar museus locais. Os materiais empregados normalmente são materiais modernos, como o concreto, por isso dos castelos existentes, somente doze conservam sua construção original.
Dos castelos atuais, os castelos Matsumoto, Inuyama, Hikone e Himeji foram nomeados Tesouros nacionais (国宝, kokuhō) pelo Ministério de Educação, Cultura, Esportes, Ciência e Tecnologia do Japão, enquanto os castelos Maruoka, Matsue, Marugame, Uwajima, Bitchū Matsuyama, Hirosaki e Matsuyama foram designados «Propriedade de importância cultural» (重要文化財, jūyō bunka zai). Finalmente, os castelos Nijō, Himeji, Nakijin, Naka e Shuri estão catalogados como Patrimônio da Humanidade pela Unesco.

## Elementos e características do castelo japonês
Todos os castelos do «sistema desenvolvido» (aqueles com bases de pedra e complexos de edifícios) tinham certos elementos em comum.

### Arranjo geral
No apogeu do típico castelo japonês, no ano de 1591 Toyotomi Hideyoshi decretou o «Edito de Separação», com o qual se buscava separar formalmente os samurais dos camponeses. Este edito afetou também a organização das cidades castelo, já que enquanto os soldados viviam dentro, os camponeses viviam fora da cidade. Durante esta época tinha suma importância a classificação dentro do clã, pois quanto mais acima se estivesse na escala hierárquica, mais próximo se encontrariam os quartos da torre de menagem. Os servos mais antigos, ou karō, ficavam logo fora da torre principal e mais afora ficavam os soldados ashigaru, protegidos somente por fossos ou muros de terra. Entre os ashigaru e os karō encontravam-se os artesãos e mercadores. Fora do anel formado pelos quartos dos ashigaru encontravam-se os templos e santuários, os quais constituíam os limites da cidade castelo. E logo afora se encontravam os campos de arroz.
A principal característica comum dos castelos japoneses era que as torres de menagem se encontravam no ponto mais alto da área fechada do castelo, rodeada por uma série de paliçadas intercomunicadas. O termo geral empregado para referir-se aos múltiplos pátios e áreas fechadas formadas por este tipo de disposição denomina-se kuruwa (曲輪). Um dos aspectos a considerar no momento de planejar a construção de um castelo era saber como esses kuruwa ajudariam na defesa da fortificação, o que geralmente era decidido baseando-se na topografía do lugar. A área central do kuruwa era a seção mais importante no aspecto defensivo, e se denominava hon maru (本丸, cidadela interior). No hon maru localizavam-se o tenshu kaku e outros edifícios residenciais para uso do daimyō. Por sua vez, o segundo pátio se denominava ni no maru (二の丸) e o terceiro san no maru (三の丸). Apesar de que no caso de castelos de maiores proporções se podiam encontrar seções circundantes chamadas soto-guruwa ou sōguruwa, os estilos existentes estão definidos na base da localização do honmaru.

#### Estilos
De acordo com a localização do hon maru podem-se distinguir três estilos:
- Estilo Rinkaku (輪郭式, Rinkaku-shiki): O hon maru está localizado no centro e os ni no maru e san no maru formam anéis concêntricos ao seu redor.
- Estilo Renkaku (連郭式, Renkaku-shiki): O hon maru se localiza no centro, com os ni no maru e san no maru aos lados.
- Estilo Hashigokaku: No último estilo, aplicado praticamente somente a castelos de montanha, o hon maru se localiza em um vértice, enquanto os ni no maru e san no maru vão descendo em forma de escada.

#### Tipos dependendo da localização
Dependendo da sua localização, os castelos japoneses podem-se dividir em três tipos:
- Yamashiro (山城, castelo de montanha).- Este tipo foi o mais utilizado em tempos de guerra e se caracterizava por estar construído em cima de montanhas.
- Hirashiro (平城, castelo de planície).- Eram castelos construídos em meio de planícies ou seguindo o modelo do Castelo Osaka, o primeiro construído desse tipo.
- Hirayamashiro (平山城).- Este tipo de castelo era construído em montanhas baixas ou grandes colinas, com o castelo localizado em um plano.

### Muros e muralhas

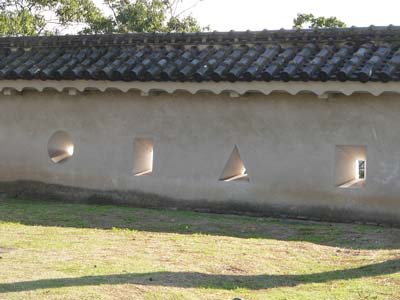
Hasama ou aberturas nos muros do Castelo Himeji.

Os sucesivos kuruwa e maru estavam divididos entre si por fossos, diques, muros menores construídos em cima das bases de pedra, chamadas dobei (土塀), e as muralhas de pedra, chamadas ishigaki (石垣).
Os muros, feitos a base de gesso e pedras, costumavam ter lacunas chamadas hasama (狭間) cuja função era permitir aos defensores atacar aos sitiadores de uma posição interior o mais protegida possível. Utilizavam-se orifícios circulares ou triangulares para arcabuzes, e rectangulares para flechas. Estes muros tinham também uma função estética, por isso eram pintados e adornados com fileiras de árvores e arbustos; geralmente pinheiros.
As grandes bases de pedra, que chegavam a alcançar alturas de até quarenta metros, constituíam os fundamentos do castelo. Tais bases eram construídas segundo o desenho do maru e dos kuruwa, unindo as bases com um desenho de cunha.

#### Estilos de muralhas de pedra
As muralhas podem ser classificadas dependendo de como estas foram acomodadas. No estilo Ranzumi (乱積) utilizavam-se pedras de tamanhos distintos sem um padrão, enquanto no estilo Nunozumi (布積) usavam-se pedras de tamanho similar, que se alinhavam ao longo da muralha.